# The Swarbriggs
The Swarbriggs waren ein irisches Gesangsduo, bestehend aus den Brüdern Thomas Sheridan (Tommy) Swarbrigg und John James (Jimmy) Swarbrigg.

## Werdegang
In den 1960er Jahren war Tommy Swarbrigg Trompeter bei Joe Dolans Showband The Drifters. 1968 gründete er mit anderen Mitgliedern der Gruppe ihre eigene Showband The Times wofür sein Bruder Jimmy als Sänger dazukam. Die Swarbrigg-Brüder fingen an, eigene Stücke zu schreiben. 1975 verließen die beiden die Showband, um als Duo aktiv zu werden.
Sie wurden ausgewählt, Irland beim Eurovision Song Contest 1975 in Stockholm zu vertreten. Ihr Popsong That’s What Friends Are For erreichte den neunten Platz. Mit der gesanglichen Unterstützung von Nicola Kerr und Alma Carroll gelang ihnen als The Swarbriggs plus Two zwei Jahre später erneut der Sieg beim Vorentscheid. Sie durften daher beim Eurovision Song Contest 1977 in London mit ihrem Titel It’s Nice To Be In Love Again antreten. Sie landeten auf dem dritten Platz.
Nach der Bandkarriere wurden die Swarbriggs als Musikpromoter aktiv. Sie organisierten Konzerte und Events für Bands und Künstler wie Smokie oder Leo Sayer in Irland.